# Filialkirche St. Helene (Oberdrum)

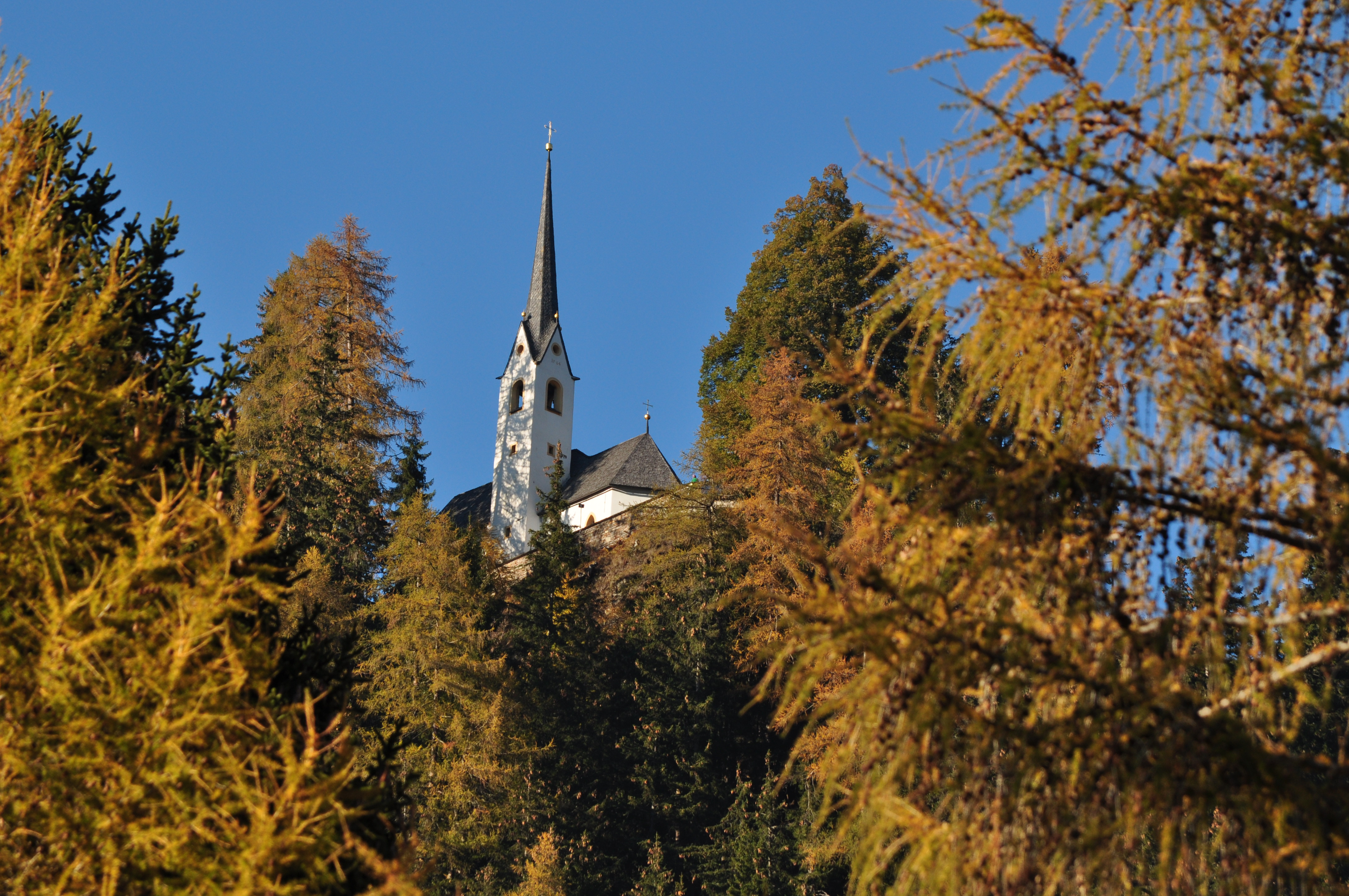
Katholische Filialkirche hl. Helene in Oberdrum

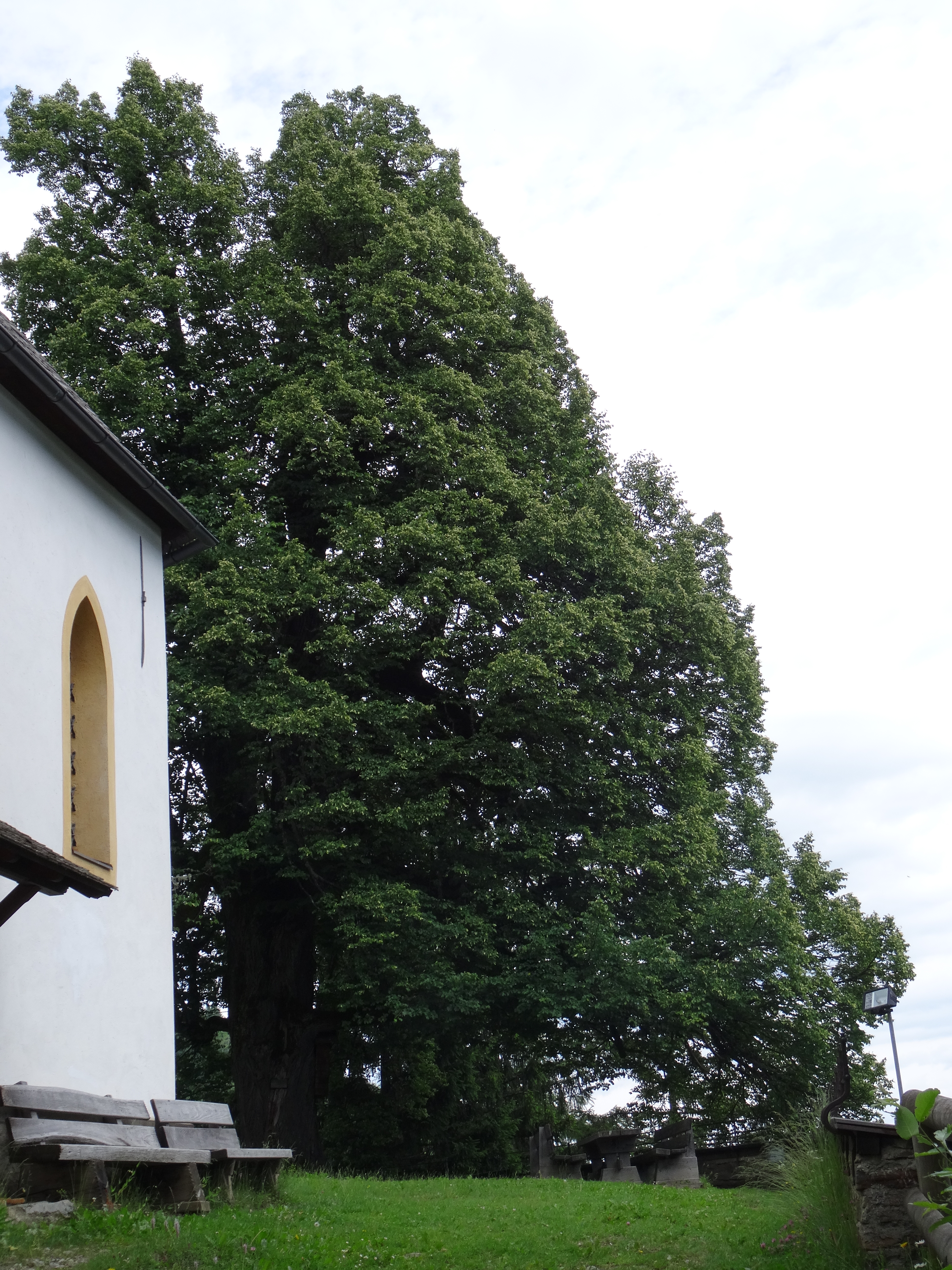
Die Linde als Naturdenkmal am Kirchplatz

Die Filialkirche St. Helene steht exponiert auf einer bewaldeten Kuppe in Oberdrum in der Gemeinde Oberlienz im Bezirk Lienz im Bundesland Tirol. Die dem Patrozinium hl. Helena von Konstantinopel unterstellte römisch-katholische Filialkirche gehört zum Dekanat Lienz der Diözese Innsbruck. Die Kirche steht unter Denkmalschutz (Listeneintrag).

## Geschichte
Urkundlich wird 1308 eine Kirche genannt. Der spätgotische Kirchenneubau erfolgte durch die Görzer Bauhütte. Ein Umbau der Kirche durch den Lienzer Edelmann Andreas II. von Graben (auch Andrä von Graben) wurde 1532 abgeschlossen. Der Chor wurde wohl im 17. Jahrhundert erneuert. Die Empore wurde 1649 eingebaut. Die Vorhalle nennt im Dachstuhl 1666. Die Sakristei wurde 1687 angebaut. Der Turm wurde nach einem Blitzschlag im Jahr 1764 erneuert.
Die Kirche war früher eine Wallfahrtsstätte in Anliegen zum Vieh, zur Fruchtbarkeit und zum Wetter. Am Karsamstag findet noch eine bemerkenswerte Feier der Auferstehung mit dem Austeilen von Brotlaiben statt.

## Architektur
Die gotische Kirche steht neben einer uralten Linde. Der Platz bei der Kirche bietet einen weiten Blick auf den Lienzer Talboden.
Die Kirche hat einen gemauerten Tuffsteinsockel und ein steiles Satteldach. Am nördlichen Sockel des Langhauses befindet sich das Wappen der Lienzer Edelleute Herren von Graben aus 1532. Vor der Westfront des Langhauses ist eine weite, offene quadratische Vorhalle mit gemauerten Eckpfeilern; es gibt einen Wurftisch. Das Westportal ist spitzbogig und hat einen eingeblendeten Rundbogen. Der Südturm mit einem schlanken achtseitigen Spitzhelm steht am Langhaus vor- und einstehend beim Triumphbogen. Er kragt über dem Erdgeschoß mit einer Hohlkehle aus und springt ein Geschoß darüber einseitig wieder zurück. Die Schallfenster sind rundbogig. Der Chor hat einen Zweiseitschluss. Nordseitig am Chor steht ein Sakristeianbau.
Das Kircheninnere zeigt ein einschiffiges, dreijochiges Langhaus. Der Turm ragt im vordersten Joch in das Langhaus und ist im oberen Geschoß zum Langhaus geöffnet. Das Langhaus hat ein Netzrippengewölbe mit runden und quadratischen Schlusssteinen mit Vertiefungen, das auf Konsolen liegt, die seitlichen Schlusssteine zeigen Tartschenform. Die Empore ist aus Holz. Der leicht spitzbogige Triumphbogen ist beidseits abgeschrägt. Der wenig eingezogene zweijochige Chor unter einem Tonnengewölbe hat einen zweiseitigen Schluss.

## Ausstattung
Der Hochaltar aus 1853 in neugotischen Formen trägt die Statuen der Heiligen Helena und Peter und Paul. Der Seitenaltar, ein neugotischer Flügelaltar, zeigt Reliefs von Johann Paterer mit der Darstellung der Hll. Johannes der Täufer und Vitus, im Schrein die büßende Magdalena unter dem Kreuz.
Die Wetterglocke mit den Namen der Vier Evangelisten entstand um 1300. Eine Glocke ist aus dem 14. Jahrhundert.